# Stowarzyszenie Żydowski Instytut Historyczny w Polsce

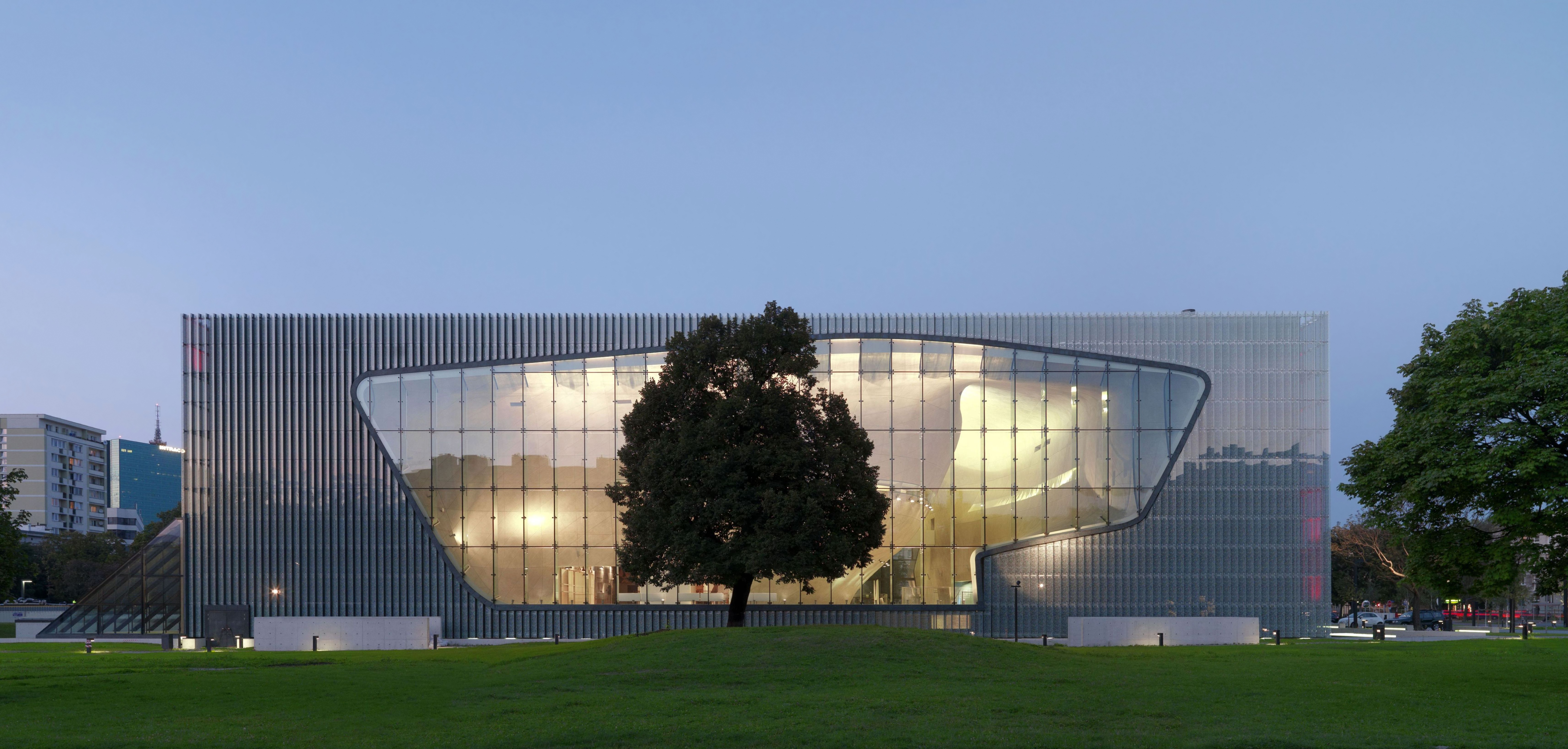
Gmach Muzeum Historii Żydów Polskich POLIN w Warszawie, którego inicjatorem powstania było Stowarzyszenie

Stowarzyszenie Żydowski Instytut Historyczny w Polsce – stowarzyszenie założone w 1951 r., mające na celu zachowanie i utrwalenie pamięci o kulturze i historii Żydów polskich oraz ich wkładzie w kulturę światową. Swoje cele realizuje m.in. wspierając działalność Muzeum Historii Żydów Polskich POLIN oraz Żydowskiego Instytutu Historycznego im. Emanuela Ringelbluma.

## Historia
Stowarzyszenie zostało zarejestrowane 13 września 1951 r. Zostało powołane w celu stworzenia podstawy prawno-organizacyjnej dla utworzonego w 1947 r. Żydowskiego Instytutu Historycznego. Wśród członków założycieli znaleźli się: Bernard Ber Mark, Szymon Datner, Artur Eisenbach, Józef Sandel, Ernestyna Sandlowa, Perła Zelman, Froim Kupfer, Adam Rutkowski, Lejzor Piekarz, Izrael Szajn, Wolf Iwan, Rozalia Wszędobylska i Aniela Truskier. Dwa pierwsze statuty z lat 1951 i 1964 ustanawiały ścisły związek pomiędzy Stowarzyszeniem i Instytutem, m.in. prezes zarządu SŻIH pełnił jednocześnie funkcję dyrektora Instytutu.
Związki strukturalne obu instytucji rozluźniły się po przyjęciu nowego statutu w 1975, kiedy to prezes zarządu SŻIH nie był już wybierany na stanowisko dyrektora Instytutu. 18 kwietnia 1994 r. wyodrębniono ze Stowarzyszenia Żydowski Instytut Historyczny – Instytut Naukowo-Badawczy jako jednostkę naukowo-badawczą podległą Ministerstwu Kultury i Sztuki. 7 listopada 1994 r. zawarto porozumienie określające zasady współdziałania Stowarzyszenia i Instytutu Naukowo-Badawczego. Obecnie obowiązujący statut przyjęto w 2021 r..
Stowarzyszenie jest właścicielem budynku dawnej Głównej Biblioteki Judaistycznej w Warszawie przy ulicy Tłomackie 3/5, który został udostępniony Żydowskiemu Instytutowi Historycznemu im. E. Ringelbluma wraz z należącymi do Stowarzyszenia i zgromadzonymi tam do 7 listopada 1994 zbiorami archiwalnymi, bibliotecznymi, muzealnymi. Od 1993, kiedy powstał pomysł stworzenia Muzeum Historii Żydów Polskich POLIN, realizacja tego przedsięwzięcia stała się głównym celem działalności Stowarzyszenia. Na mocy podpisanej umowy w styczniu 2005 z m.st. Warszawą i Ministerstwem Kultury i Dziedzictwa Narodowego Stowarzyszenie było odpowiedzialne m.in. za stworzenie koncepcji i sfinansowanie wystawy stałej nowego muzeum. Pieniądze na ten cel przekazało kilkuset darczyńców z Polski i zagranicy.
Z inicjatywy Stowarzyszenia powstały również dwa projekty multimedialne – w 2009 r. Wirtualny Sztetl oraz w 2007 r. Polscy Sprawiedliwi.

## Zarząd[4]
- Przewodniczący: Piotr Wiślicki
- Zastępca przewodniczącego: Joanna Fikus
- Sekretarz: Jan Ordyński
- Skarbnik: Marek Nowakowski
- Członkowie zarządu: Kamila Dąbrowska, Zuzanna Hertzberg, Maciej Kozłowski, Agnieszka Markiewicz, Dariusz Stola, Marian Turski, Kristof Zorde.